# Solventul híd
A Solventul híd (románul: Podul Solventul egy épülő közúti híd Temesváron, a Béga-csatorna felett. A város nyugati részén található: a jobb parti Blaskovicstelepet és Rónác városrészt köti össze a bal parti Józsefvárossal és Sági úti negyeddel, közelebbről az Állomás utcáját (Strada Gării) a Dâmbovița körúttal (Bulevardul Dâmbovița).
Egy nagyobb fejlesztési terv része, mely a város nyugati részén bezárja a negyedik körutat, beleértve az Északi pályaudvar vágányai alatti Solventul aluljárót is. Nevét mindkét műtárgy az egykori Solventul gyárról kapta.

## Történelem
A híd megépítése már 2016 és 2019 között is felmerült, a tervezett Solventul aluljáró folytatásaként. 2020-ban felmerült, hogy egy, a térségben érdekelt ingatlanfejlesztő magára vállalná a híd tervdokumentációjának elkészíttetését.
A híd előkészítése során 2021 nyarán folyt a tervező kiválasztása. Decemberben a geológiai tanulmányhoz a Geologic Site próbafúrásokat végzett mindkét leendő hídfő területén. A projektet 2023 augusztusában hagyta jóvá a városi tanács: eszerint 41,5 millió eurós költséggel, az Európai Unió jóváhagyott támogatásával épül meg majd két fázisban a híd és a hozzá tartozó, összesen 1 km hosszú útcsatlakozás. A tervezés befejezését 2023 végéig, a kivitelezési közbeszerzés elindítását 2024-re tervezik.

## Jellemzők
A hídon kétvágányú villamospálya, négy (irányonként két) forgalmi sáv, valamint mindkét oldalon kerékpárút és járda létesülhet.